# Joakim Nätterqvist

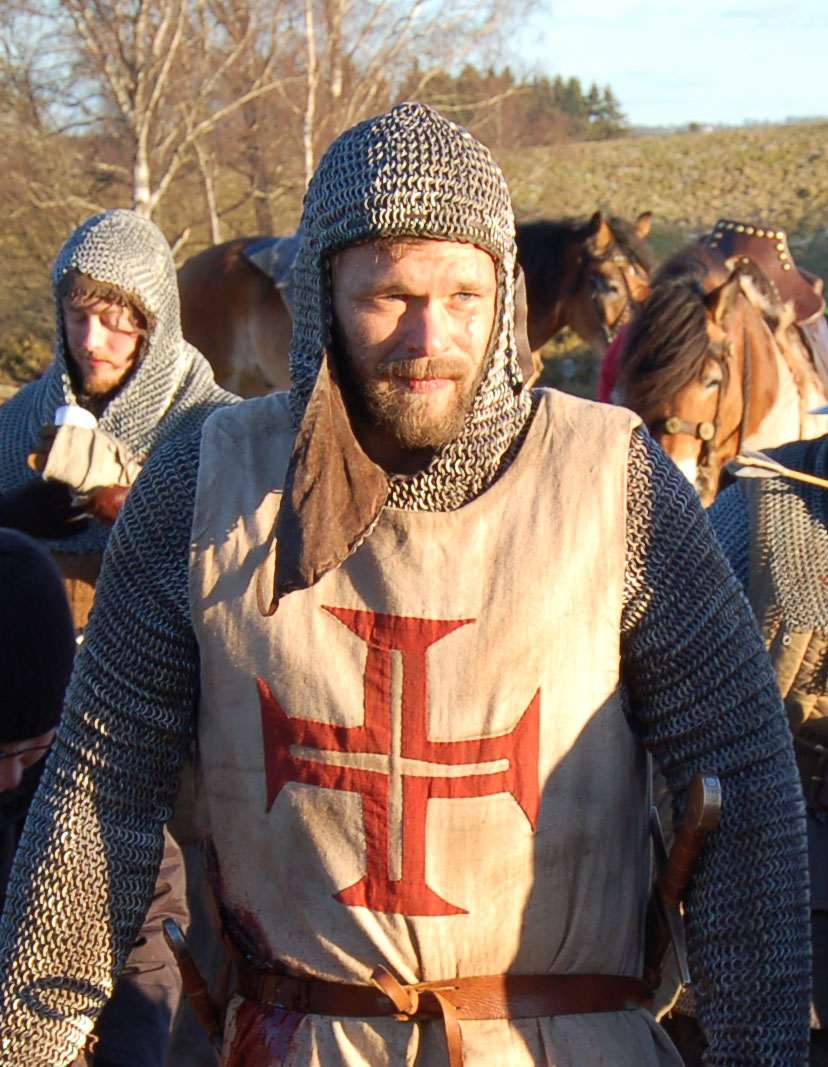
Joakim Nätterqvist bei den Dreharbeiten zum Film Arn – Der Kreuzritter (2007)

Dag Joakim Tedson Nätterqvist (* 24. Oktober 1974 in Gamla Uppsala, Schweden) ist ein schwedischer Filmschauspieler und Sänger.

## Leben
Joakim Nätterqvist – Spitzname „Jocke“ – wurde als Sohn des Springreiters Ted Nätterqvist und Pia Levin Nätterqvist in Gamla Uppsala geboren. Im Jahr 2001 studierte er an der Theaterakademie in Stockholm, wo er u. a. gemeinsam mit der Schauspielerin Sofia Helin studiert hatte.
Bekannt wurde er 2007 durch die Rolle des „Arn Magnusson“ in dem Film Arn – Der Kreuzritter unter der Regie von Peter Flinth, nach einer Romanvorlage von Jan Guillou. Der Film ist im deutschsprachigen Raum bisher nur auf DVD erschienen. Außerdem ist er Sänger der Gruppe Narcissistic Street, welche 2008 die CD „Soldier in Me“ herausbrachte.
Der 1,80 m große Nätterqvist wurde im Jahr 2007 vom Plaza Magazine zum „Sexiest Man“ in Schweden gewählt. Nätterqvist hat mit der von ihm geschiedenen schwedischen Schauspielerin Cecilia Häll ein Kind.

## Filmografie (Auswahl)
- 1998: Aspiranterna (Fernsehserie, zwei Folgen)
- 1998: Kommissar Beck – Die neuen Fälle (Beck, Fernsehreihe, Folge Auge um Auge)
- 1998: Veranda för en tenor
- 2001: Deadline – Terror in Stockholm (Sprängaren)
- 2001: Tsatsiki – Freunde für immer (Tsatsiki – Vänner för alltid)
- 2002: Spung (Fernsehserie, vier Folgen)
- 2002: Stackars Tom (Miniserie)
- 2002: Zwei kleine Helden (Bäst i Sverige!)
- 2003: Talismanen (Miniserie)
- 2004: Linné och hans apostlar (Fernsehserie, zwei Folgen)
- 2005: Kommissionen (Miniserie)
- 2007: Arn – Der Kreuzritter (Arn – Tempelriddaren)
- 2008: Häxdansen (Miniserie)
- 2008: Arn – Riket vid vägens slut
- 2009: Livet i Fagervik (Fernsehserie, elf Folgen)
- 2011: Nils Holgerssons wunderbare Reise
- 2011: Elsas värld
- 2011: In
- 2011: Küss mich – Kyss mig (Kyss mig)
- 2011: Covert Affairs
- 2011: Nils Holgerssons wunderbare Reise
- 2012: Tänk om ryktet är sant
- 2013: Elsas Värld 2
- 2016: Maria Wern Kripo Gotland (Fernsehserie)
- 2016: Viking
- 2018: Maria Wern Kripo Gotland (Fernsehserie)
- 2019: Skärvor (Fernsehserie)
- 2019: Gåsmamman (Fernsehserie)
- 2019: Det sista som dör
- 2022: Kommissar Beck – Die neuen Fälle (1 Folge)
- 2024: Vikings: Valhalla (Fernsehserie)